# Ballaios
Ballaios was een Illyrische koning. Hij wordt beschouwd als een machtige en invloedrijke koning. De hoofdstad van Ballaios' koninkrijk was Rhizon.